# Franz Xaver Pecháček

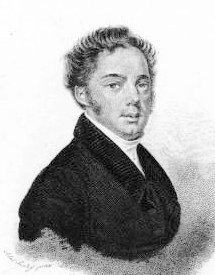
Franz Pecháček

Franz Xaver Pecháček (* 4. Juli 1793 in Wien; † 15. September 1840 in Karlsruhe) war ein österreichischer Violinvirtuose und Komponist.

## Leben
Franz Xaver Pecháček wurde von seinem Vater Franz Martin Pecháček sowie von Ignaz Schuppanzigh und Emanuel Aloys Förster ausgebildet. Von 1809 bis 1822 war er Violinist am Theater an der Wien. Danach war er Konzertmeister der Hofkapelle Stuttgart, ab 1826 der Großherzoglich Badischen Hofkapelle Karlsruhe. 
Pecháček war in Wien mit Ludwig van Beethoven befreundet und spielte mehrfach dessen Werke.
Neben Polonaisen, Variationen, Rondos und Potpourris für Violine und Orchester komponierte er zwei Streichquartette und ein Adagio et Polonaise für Klarinette und Orchester.